# Mreža telesa
Mréža (tudi ravnínska mréža) geometrijskega telesa je ravninski prikaz vseh stranskih ploskev, ki omejujeo dano telo. Praviloma se mrežo nariše tako, da se ploskve stikajo po robovih. Če se mrežo telesa nariše na papir, izstriže in primerno zlepi, se dobi papirnat model površja tega telesa.
Ravninsko mrežo se lahko nariše za marsikateri polieder, pa tudi za nekatera druga telesa (npr. za stožec in valj). Obstajajo tudi telesa, katerih površja se ne da razgrniti v ravnino – npr. krogla. Matematika še ni dokončno odgovorila na vprašanje, ali se da narisati (po robovih povezano) ravninsko mrežo za povsem poljuben konveksni polieder (Dürerjeva domneva, Shephardova domneva).
- mreža kocke
- mreža pravilne petstrane piramide
- mreža oktaedra

- mreža kvadra
- mreža stožca
- mreža valja

## Mreža v več razsežnostih
Zamisel mreže telesa se da brez težav posplošiti na višjerazsežne geometrijske objekte.
Štirirazsežni teserakt (hiperkocko) se lahko npr. razgrne v trirazsežni prostor na podoben način kot se razgrne trirazsežno kocko v dvorazsežno ravnino.